# Horváth Károly (irodalmár)
Horváth Károly (Budapest, 1909. március 6. – Budapest, 1995. május 29.) magyar irodalomtörténész, egyetemi tanár.

## Életpályája
1955-1975 között a Magyar Tudományos Akadémia Irodalomtudományi Intézetének munkatársa, majd főmunkatársa volt. 1965-1975 között a József Attila Tudományegyetem magyar irodalom tanszékének tanszékvezető docense, majd címzetes egyetemi tanára volt.
Fő kutatási területe a XIX. század irodalma. Vörösmarty Mihály kritikai kiadásának szerkesztője és A magyar irodalomtörténet bibliográfiájának munkatársa volt.

## Művei
- Étienne Jodelle (1932)
- Vörösmarty Mihály összes művei (szerkesztette Tóth Dezsővel, 1960)
- A romantika (szöveggyűjtemény, 1965)
- A klasszikából a romantikába (1968)
- Madách Imre (1984)
- Verseghy Ferenc (1757-1822): Erkölcsi levelek (összeállította Benda Kálmán: Verseghy útja a magyar jakobinus mozgalomig című bevezetőjével; tanulmány, 1988)
- Madách Imre válogatott művei (összeállította, bevezető, tanulmányok, jegyzetek, Kerényi Ferenccel, 1989)
- A romantika értékrendszere (tanulmányok, 1997)

## Díjai, elismerései
- A Szépirodalmi Könyvkiadó Nívódíja (1990)